# Partido judicial de Villalpando
El Partido judicial de Villalpando es el partido judicial n.º 5 de la provincia de Zamora y uno de los cinco partidos judiciales de la provincia de Zamora en la comunidad autónoma de Castilla y León (España).

## Introducción
La provincia de Zamora cuenta con los siguientes partidos judiciales:
- Partido judicial n.º 1, también conocido como de Toro.
- Partido judicial n.º 2, también conocido como de Zamora.
- Partido judicial n.º 3, también conocido como de Benavente.
- Partido judicial n.º 4, también conocido como de Puebla de Sanabria.
- Partido judicial n.º 5, también conocido como de Villalpando.

## Municipios
El partido judicial de Villalpando incluye los siguientes términos municipales:
Belver de los Montes, Cañizo, Castronuevo, Castroverde de Campos, Cerecinos de Campos, Cotanes del Monte, Granja de Moreruela, Manganeses de la Lampreana, Pobladura de Valderaduey, Prado, Quintanilla del Monte, Quintanilla del Olmo, Revellinos, San Agustín del Pozo, San Esteban del Molar, San Martín de Valderaduey, San Miguel del Valle, Tapioles, Valdescorriel, Vega de Villalobos, Vidayanes, Villafáfila, Villalba de la Lampreana, Villalobos, Villalpando, Villamayor de Campos, Villanueva del Campo, Villar de Fallaves, Villárdiga, Villarrín de Campos.